# Occidozyga diminutiva
Occidozyga diminutiva är en groddjursart som först beskrevs av Taylor 1922.  Occidozyga diminutiva ingår i släktet Occidozyga och familjen Dicroglossidae. IUCN kategoriserar arten globalt som sårbar. Inga underarter finns listade i Catalogue of Life.